# Anjwa-myeon
Anjwa-myeon (koreanska: 안좌면) är en socken i kommunen Sinan-gun i provinsen Södra Jeolla i den sydvästra delen av Sydkorea, 325 km söder om huvudstaden Seoul. 
Anjwa-myeon består av sju bebodda öar och ett antal mindre obebodda öar. Den största ön är Anjwado (48,3 km² / 2 495 invånare).